# 迪妮格尔·衣拉木江
迪妮格尔·衣拉木江（維吾爾語：دىلنىگار ئىلھامجان‎，拉丁维文：Dilnigar Ilhamjan，2001年5月3日—），新疆阿勒泰人，维吾尔族，中国女子越野滑雪运动员。迪妮格尔·衣拉木江是2022年冬季奥林匹克运动会最后一棒的2名火炬手之一。

## 生平
迪妮格尔·衣拉木江出生于新疆阿勒泰。她的母亲茹仙·哈提巴吉是一位教师。其父衣拉木江·木拉吉在1993年曾获得过一项国内越野滑雪比赛的第3名，随后他担任阿勒泰一支越野滑雪队的教练。她在12岁的时候受到父亲的影响开始初步的滑雪训练。2012年，迪妮格尔代表阿勒泰参加了全国冬运会。2017年迪妮格尔进入国家队，2018年赴挪威进行集训。
2019年，迪妮格尔在北京国家体育场进行的国际雪联北京越野滑雪积分赛上获得女子个人短距离银牌，创造了个人最好成绩，这也是中国选手首次在国际性的越野滑雪比赛中站上领奖台。
2021年，迪妮格尔获得在河北坝上举行的国际雪联越野滑雪积分赛上获得总成绩第一。在新疆温泉站上获得国际雪联越野滑雪积分系列赛冠军。
2022年2月4日，在2022年冬季奥林匹克运动会开幕式上，迪妮格尔成为最后一棒的2名火炬手之一。之后她代表中国参加2022年冬季奥林匹克运动会越野滑雪项目，获得女子15公里双追逐赛的第43名。